# Thomas R. Holtz Jr.
Pour les articles homonymes, voir Holtz (homonymie).
Thomas R. Holtz Jr. est un paléontologue spécialiste des vertébrés et maître de conférences au Département de géologie à l'Université du Maryland. Il a publié de nombreux articles sur la phylogénie, la morphologie, l'écomorphologie et la locomotion des prédateurs terrestres, en particulier sur les tyrannosauridés et autres dinosaures théropodes. Il est l'auteur ou coauteur des chapitres « Saurischia », « basal Tetanurae »,  et « Tyrannosauroidea » dans la deuxième édition de The Dinosauria, qui est l'autorité la plus largement acceptée sur les dinosaures. Il est également conseiller scientifique de la série Sur la terre des dinosaures (Walking With Dinosaurs) de la BBC. Il a écrit le livre Dinosaurs: The Most Complete, Up-to-Date Encyclopedia for Dinosaur Lovers of All Ages.

## Publications choisies
- (en) Thomas R., Jr. Holtz, « The phylogenetic position of the Tyrannosauridae: implications for theropod systematics », Journal of Paleontology, vol. 68,‎ 1994, p. 1100−1117 (lire en ligne)
- (en) Thomas R., Jr. Holtz, « The arctometatarsalian pes, an unusual structure of the metatarsus of Cretaceous Theropoda (Dinosauria: Saurischia) », Journal of Paleontology, vol. 14,‎ 1995, p. 480−519 (lire en ligne)
- (en) Thomas R., Jr. Holtz, « Phylogenetic taxonomy of the Coelurosauria (Dinosauria: Theropoda) », Journal of Paleontology, vol. 70,‎ 1996, p. 536−538 (lire en ligne)
- (en) Thomas R., Jr. Holtz, « A new phylogeny of the carnivorous dinosaurs », Gaia, vol. 15,‎ 1998, p. 5–61 (lire en ligne)
- James O. Farlow, Stephen M. Gatesy, Thomas R., Jr. Holtz, John R. Hutchinson et John M. Robinson, « Theropod locomotion », Am. Zool., vol. 40,‎ 2000, p. 640−663 (DOI 10.1093/icb/40.4.640, lire en ligne)
- (en) Thomas R., Jr. Holtz et Michael William Skrepnick, T. Rex : hunter or scavenger?, New York, Random House, 2003, 48 p., poche (ISBN 978-0-375-81297-2, OCLC 50730998, LCCN 2002015735)
- (en) Thomas R., Jr. Holtz et Luis V. Rey, Dinosaurs : the most complete, up-to-date encyclopedia for dinosaur lovers of all ages, New York, Random House, 2007, 1re éd., 427 p. (ISBN 978-0-375-82419-7, LCCN 2006102491)